# Cidade Histórica de Goslar
A Cidade Histórica de Goslar é o centro histórico da cidade de Goslar, que ocupa o espaço de 1 km². Os monumentos principais são Palácio Imperial, em estilo românico, o mais seguro e maior forte dos reis Saxões e Salianos. Outrora conhecida como "Roma do Norte" e antigo centro de fé cristã, a linha de horizonte da cidade apresenta as torres de 47 capelas e igrejas. A paisagem urbana é dominada pela câmara municipal, na Praça do Mercado, uma variedade de casas e salas, construídas por cima de estruturas de madeira.